# Jules Albert Peillet
Abbé Peillet
Jules Albert Peillet, né le 21 octobre 1914 à Viriville (Isère), mort le 2 janvier 1998 à Voiron, dans le même département, est un prêtre catholique français qui fut le modèle de Béatrix Beck (1914-2008) pour le héros de son ouvrage Léon Morin, prêtre (1952), lequel inspira les deux films Léon Morin, Prêtre (1961) de Jean-Pierre Melville, et La Confession (2016) de Nicolas Boukhrief, ainsi que le téléfilm Léon Morin, prêtre (1991) de Pierre Boutron.

## Biographie
Il naît et grandit dans une famille de paysans dauphinois, très religieuse, aux côtés de ses deux sœurs. Son père, Julien Peillet (1883-1943), autodidacte mais cultivé, lisait beaucoup, se tenait informé de l'actualité, et tenait un journal. Sa mère, Gabrielle Monnet (1889-1979), exemple de simplicité, voire de rigueur janséniste, avait néanmoins le sens de l'humour. On compte plusieurs ecclésiastiques parmi ses cousins, dont un missionnaire en Afrique.
Sa vocation se révèle très tôt. À 14 ans, il est au petit séminaire de La Côte-Saint-André, poursuit sa formation à ceux de Saint-Antoine-l'Abbaye et Voreppe, avant le grand séminaire de La Tronche. Ordonné prêtre le 14 janvier 1940,, il célèbre sa première messe le lendemain à Viriville, avant d’embarquer en avril 1940, dans le contexte de la Seconde Guerre mondiale, sur un bateau de l'expédition vers Narvik, en Norvège. Il devient alors l'aumônier des soldats. Démobilisé à son retour, il est nommé à l'église Saint-Louis de Grenoble,.
Après la guerre il demande à être envoyé « en mission » dans des communes rurales. En 1961, il dessert la paroisse de Beaurepaire (Isère), puis enfin Burcin,.
Il aimait le chant et la musique, jouait de l'harmonium, de l'orgue et du piano.
Jules Albert Peillet meurt en 1998, puis est inhumé parmi les siens dans son village natal.

### Béatrix Beck et l'abbé Peillet
Née Belge, Béatrix Beck est une femme de lettres aux origines européennes diverses. Elle acquiert une formation juridique à la faculté de Grenoble, et obtient sa licence en droit. En 1936, elle épouse Naum Szapiro, un ingénieur juif né en Pologne, rencontré aux Jeunesses communistes, dont elle a une fille, Bernadette Szapiro , née en décembre 1936 à La Tronche (Isère), en proche banlieue de Grenoble ; Béatrix Beck sera naturalisée française en 1955,,,.
Son mari ayant été tué sous l'uniforme français le 3 avril 1940, elle se retrouve ainsi veuve, Juive par son mariage et mère d'une « demi-Juive » ; elle décide de s'installer à Grenoble, en zone dite libre, puis sous occupation italienne, relativement clémente envers les Juifs, jusqu'en septembre 1943, date où les Allemands se substituent aux Italiens,.
Selon ses propres dires, Béatrix Beck a commencé sa carrière d'écrivaine par un cycle de trois romans autobiographiques dans lesquels elle s'exprime sous le pseudodyme de « Barny », dont le troisième, Léon Morin, prêtre, relate un épisode de sa vie qui concerne aussi l'abbé Peillet.
Elle trouve un emploi à Grenoble. Se disant communiste et athée, mais en recherche plus ou moins consciente de Dieu, elle entend une collègue « assez délurée » parler de l'abbé Jules Albert Peillet, le vrai nom de Léon Morin, disant que son directeur de conscience était dur et ironique. Cela a donné à Béatrix Beck l'envie de rencontrer cet homme.
Les contacts se passent généralement dans le confessionnal de l'église Saint-Louis, mais parfois chez l'abbé lorsqu'il s'agit de sélectionner des ouvrages dans sa bibliothèque. La relation, si elle devient ambigüe pour Béatrix/Barny, restera néanmoins chaste, et sera principalement cantonnée à une dialectique religieuse.

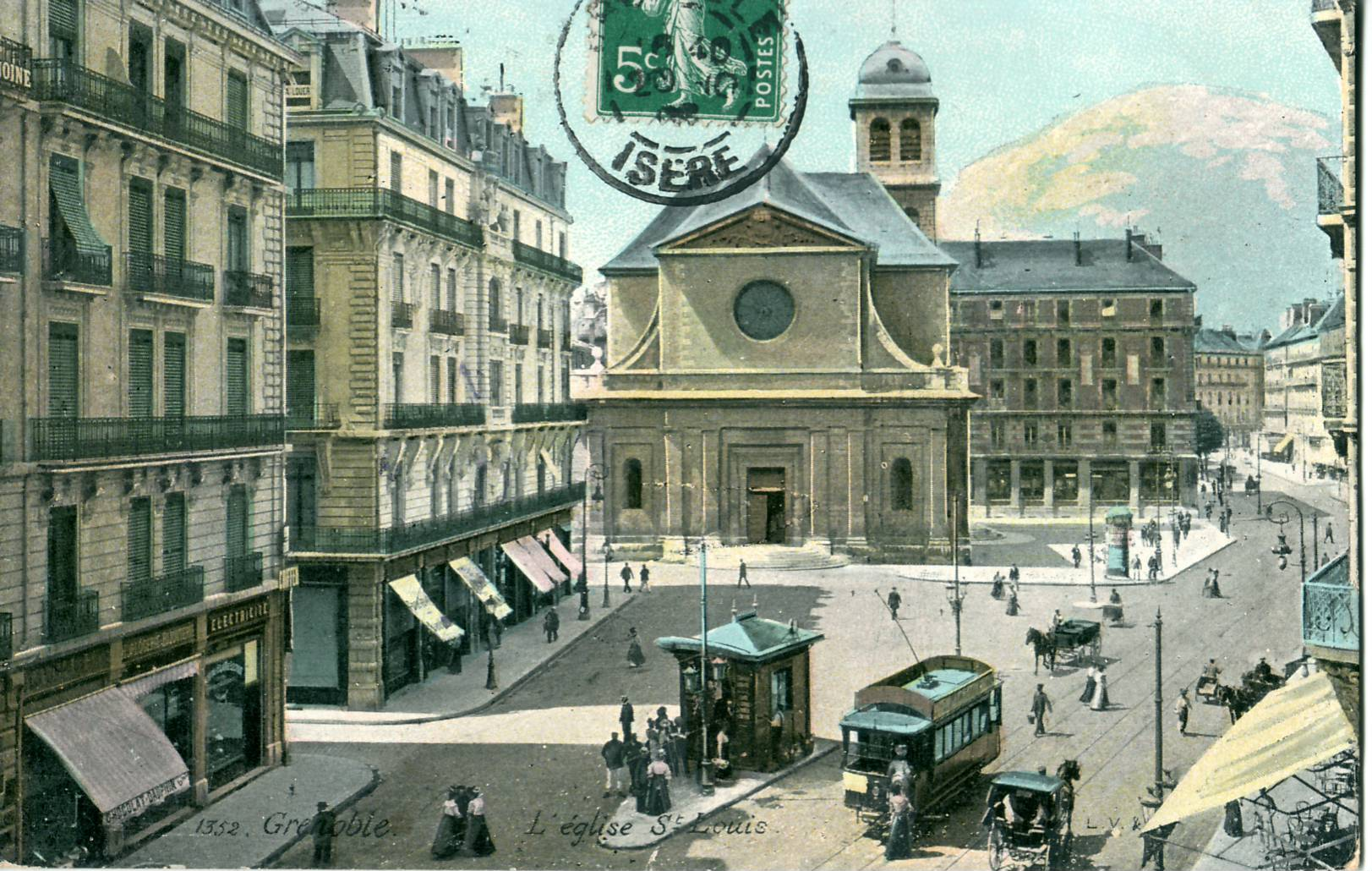
Église Saint-Louis de Grenoble au début du XXe siècle

Puisque la critique reconnaît la fidélité du film de Jean-Pierre Melville au livre autobiographique de Béatrix Beck,, ne peut-on pas appliquer à l'abbé Peillet ce qu'a écrit François Mauriac dans Le Figaro littéraire du 18 novembre 1961 (repris dans France catholique du 17 mars 2017) à propos de la prestation de Jean-Paul Belmondo : « il fallait devenir ce saint qui ne sait pas qu’il est un saint et qu’il fût en même temps ce garçon aimé d’une jeune femme et qui sait qu’il est aimé » ?
Sous l'influence de l'abbé, la jeune veuve communiste se convertit au catholicisme et se fait baptiser un jour de Pentecôte. Mais une fois l'abbé parti, après la guerre, elle se rend compte qu'elle a perdu la foi, se comparant à une gargouille, « attachée à l’Église, mais à l’extérieur ». Le même article de France catholique précise « Le Point nous donne un témoignage familial très intéressant sur cet abbé Jules-Albert Peillet [...] dont la personnalité fut tout à fait digne de sa transposition romanesque et cinématographique ».
En mars 1998, apprenant la mort de l'abbé, elle dira à un journaliste du Dauphiné libéré : « J’ai été attirée par son zèle, sa foi, sa pauvreté. Il avait le même âge que moi, une intelligence vive, le don de la persuasion. Nous avons vécu durant des années un face à face très farouche et très enrichissant. J’étais naturellement agnostique (...), le prêtre, “mon” prêtre, m’apparaissait comme un défi et j’avoue que durant ces années de discussion il a gagné le combat que je livrais contre la foi ».
À la même époque, elle revenait en ces termes sur sa relation avec ce prêtre pendant la Seconde Guerre mondiale, qui lui inspira le troisième ouvrage de son cycle autobiographique, paru chez Gallimard en 1952, et qui valut à la dernière secrétaire d'André Gide, qui avait encouragé ses débuts littéraires, le 50e prix Goncourt : « Cette relation avec l'abbé, le temps qu'elle a duré, a compté essentiellement dans ma vie. Inconsciemment, peut-être que je recherchais Dieu. Je crois être allée vers lui poussée par le besoin d'une relation avec un homme, dont je pouvais espérer qu'il fût supérieur. En l'occurrence, sa force résidait dans le fait qu'il ne se laissait pas entraîner à la dérive par moi ».

### Héros de cinéma?
Dans tous les films inspirés du livre autobiographique de Béatrix Beck, le rôle du héros a été confié à des acteurs français réputés :
- Léon Morin, prêtre, de Jean-Pierre Melville (1961) : Jean-Paul Belmondo[20]
- Léon Morin, prêtre, téléfilm de Pierre Boutron (1991) : Robin Renucci[21]
- La Confession, de Nicolas Boukhrief (2016) : Romain Duris[22]